# Stormy Weather
Stormy Weather és una pel·lícula de l'any 1943 dirigida per Andrew L. Stone i protagonitzada per Bill Robinson i Lena Horne.

## Argument
El 1918, després de combatre en el front francès durant la Primera Guerra Mundial, dos companys d'armes (Bill Robinson -Bill Williamson-i Gabe Tucker -Dooley Wilson-) retornen als Estats Units. Entren a un bulliciós club de ball de Harlem, on impera el ritme i la gresca. Gabe hi coneix la simpàtica Cyncenetta Webb, mentre que Bill es fixa en la cantant del club, Selina Rogers (Lena Horne). Els amics no es tornen a veure fins anys després: Bill és un destacat ballarí, mentre que Gabe neteja sabates. Tots dos decideixen cercar diners per a muntar un espectacle musical.

## Context històric i artístic
Ambientat en concorreguts clubs de Harlem, Memphis i Chicago en temps d'entreguerres, el breu argument d'aquest film de 1943 serveix de fil conductor per a un espurnejant musical. És una de les rares propostes de Hollywood consagrades a la música de jazz i amb la participació estel·lar d'alguns celebrats talents dels sons afroamericans dels anys trenta i quaranta del segle xx: Dooley Wilson (un any abans va tocar el piano al Rick's Cafe del film Casablanca), el rei de l'scat Cab Calloway, els Nicholas Brothers, el gran pianista Fats Waller (mort de pneumònia aquell mateix any), etc. I encara cal afegir-hi els noms del llegendari Bill Robinson, indiscutible mestre del claqué, i de la bella vocalista Lena Horne, que als 15 anys havia debutat al mític Cotton Club de Nova York (precedida per una forta ventada i de sonores tronades, Horne hi interpreta Stormy weather, la cançó que dona títol a la pel·lícula).
En uns anys en què Hollywood aplicava amb severitat la discriminació racial, sorprèn que tots els participants d'aquesta històrica producció de la 20th Century Fox siguin afroamericans i no pas blancs disfressats de negres. Això eleva més encara la singularitat de la pel·lícula, estrenada pocs mesos abans de la també negríssima Cabin in the Sky (Vincente Minnelli, 1943), amb què Horne signaria contracte en exclusivitat amb la Metro-Goldwyn-Mayer (quelcom inèdit fins llavors per als intèrprets afroamericans). Els artistes, les cançons (de Harold Arlen, Ted Koehler, Jimmy McNough o Nat King Cole), les coreografies i els números musicals són de primera. I encara que el tramat sembla inspirar-se en la vida de Bill Robinson, el cas és que es tracta d'una àmplia celebració de tota la música popular negra dels Estats Units. El director prescindeix del realisme per a fer una pel·lícula lúdica, engrescadora i genuïnament musical, en especial gaudible per a tots els amants del jazz i del blues.

## Frases cèlebres
| « | "Som-hi, tothom a ballar!" (Un dels personatges del film) | » |

## Curiositats
- Va ésser la darrera pel·lícula de Fats Waller.[3]
- Quan es va rodar la pel·lícula, Bill Robinson era 40 anys més gran que Lena Horne.[3]
- El director de fotografia Lee Garmes hi treballà a l'inici del rodatge però fou reemplaçat posteriorment per Leon Shamroy.[3]

## Errades del film
- La primera vegada que Selina diu "Bill Williamson" (a la primera escena, abans que el seu personatge el conegui) hom pot veure força clarament com els seus llavis diuen "Bill Robinson" (Bill Robinson interpretava el paper de Bill Williamson).[4]